# Герасим'юк Леонід Панасович
Леонід Панасович Герасим'юк (нар. 23 квітня 1926, Орищі, Волинська область — 18 серпня 2019, Молочанськ) — підпільник ОУН, вояк УПА, волонтер часів новітньої російської агресії щодо України.

## Життєпис
Леонід Герасим'юк народився 23 квітня 1926 року у селі Орищі (нині — Локачинський район Волинської області).

### Діяльність в ОУН та УПА
В червні 1941 року Леонід Герасим'юк, під час проголошення у Львові Української Держави, піднімав синьо-жовтий прапор на Княжій горі, за що був арештований гестапівцями. За це був засуджений до смерти, але зумів втекти з в'язниці та приєднався до збройної боротьби в лавах УПА. Починав Леонід Опанасович ройовим у селі Вовчок, далі опікувався ідейно-політичною та інформаційною роботою з особовим складом та місцевим населенням, воював на Поліссі, Холмщині та Підляшші.

### Покарання радянською владою
В жовтні 1944 року Герасим'юк потрапив у полон до НКВС, був засуджений до розстрілу, всю його сім'ю вислали до Сибіру. Після кількох місяців очікування смертний вирок замінили на 20 років каторжних робіт. Відбував покарання у Казахстані на мідних рудниках та на будівництві космодрому Байконур.
12 вересня 1954 року, після смерті Сталіна, Леоніда Опанасовича реабілітували і достроково звільнили. Після звільнення поїхав до матері у м. Прокоп'євськ Кемеровської області, де працював на шахті «Східна», а у 1976 році вийшов на пенсію та переїхав до Молочанська. Він дуже хотів повернутися на рідну Волинь, але дорогу додому було закрито. До останніх днів радянської влади у КДБ зберігалася особова справа Герасим'юка із червоною поміткою «особливо небезпечний».

### Часи незалежности
Із проголошенням незалежности колишній воїн УПА активно займався громадською діяльністю, розшукував своїх однополчан.
Після початку російсько-української війни став волонтером Української армії, у травні 2015 року відвідував бійців Добровольчого Українського Корпусу під Маріуполем.[відсутнє в джерелі]

## Цитати
| «Знав, що це станеться. Головне, що хочу сказати, це те, що треба схилити голови перед батьками і матерями добровольців і військових, що пішли за своїм бажанням. Це залежить від виховання. Хай хлопці повернуться такими, як і пішли. Україна переможе у цій війні! Не тільки тому, що ми у себе вдома, але і тому, що ми знаємо хто ми! Хай молоді гордяться, що вони Українці. З такими волонтерами і людьми ми переможемо. Наша земля пропитана кров’ю, кров’ю наших героїв. Забувати цього не можна. Переможемо!» |

## Нагороди
- Медаль «За розвиток Запорізького краю»[3]